# Nohner Bach
Der Nohner Bach ist ein etwa achtzehn Kilometer langer, südlicher und linker Nebenfluss des Trierbachs in den rheinland-pfälzischen Landkreisen Vulkaneifel und Ahrweiler.

## Geographie

### Verlauf
Der Nohner Bach entspringt etwa einen Kilometer nordöstlich von Boxberg. Die Quelle liegt auf etwa 575 m Höhe am Westhang einer namenlosen doppelten Kuppe im Wald, über deren Gipfel die Wasserscheide zum weiter östlich fließenden Trierbach läuft.
Der Nohner Bach fließt ganz zu Anfang  auf Boxberg zu, dreht aber vor Erreichen der Ortschaft seinen Lauf in Richtung Nordnordwesten auf Gelenberg zu. Gegenüber der auf dem Hang liegenden Ortschaft nimmt er von Osten seinen ersten größeren Zufluss auf und knickt dann in dessen Zulaufrichtung nach Westen ab. Dann folgt er der Landesstraße 70 bis Bongard, das schon beidseits eines erneuten Rechtsbogens des Baches nach Norden dicht hinter einer vom Barsberg (599,6 m) im Nordosten und dem Eisenberg (563,9 m) im Südwesten gebildeten Talenge liegt.
Am Ende des Bogens fließt er nördlich weiter, zuletzt mit Abstand zwischen Borler im Westen und Bodenbach im Osten. Vom namengebenden Ort her nimmt er seinen von Osten kommenden Hauptzufluss auf, den Bodenbacher Bach, knickt wieder in die Laufrichtung des Zuflusses nach Westen ab und passiert Borler dicht im Norden. Unterhalb des Ortes setzt er zwischen Waldhängen bis an den Auenrand herunter neben dem Willesperberg (479,2 m) auf der rechten Talseite zu einem weiteren langen Rechtsbogen an, in dem er zwischen dem rechten Randberg Suhrbusch (503 m) und dem auf dem linken Hang gebauten Nohn zeitweilig nördlich läuft. Doch danach schwenkt er noch weiter, bis er nordöstlich läuft, und zieht dann zu Füßen von Trierscheid vorbei, das auf dem rechten Randhügel über dem Hangwald steht. Unmittelbar nach Unterqueren der Landesstraße 72 mündet er auf etwa 330 m Höhe in den von Süden nahenden Ahr-Zufluss Trierbach.

### Einzugsgebiet und Zuflüsse
Das Einzugsgebiet des Nohner Bachs ist über 33 km² groß und entwässert über Trierbach, Ahr und Rhein in die Nordsee. Die Wasserscheide verläuft im Nordosten und Osten zum aufnehmenden Trierbach, im Süden am obersten Lauf kurz zur Lieser, die südwärts zur Mosel entwässert. Von Südwesten über Westen bis Nordwesten grenzt das Einzugsgebiet des Ahbachs an, der weniger als fünf Kilometer oberhalb des Trierbachs ebenfalls in die Ahr mündet.
| Stat. in km | Name                                 | GKZ        | Lage   | Länge in km | EZG in km² |
| ----------- | ------------------------------------ | ---------- | ------ | ----------- | ---------- |
| 015,90      | Gelenberger Bach                     | 271844-2   | rechts | 001,7890    | 0002,8940  |
| 015,60      | Weltersbach                          | 271844-32  | links0 | 000,9740    | 0000,8500  |
| 014,80      | Hafflass (auch Bach vom Eisenberg)   | 271844-34  | links0 | 000,9330    | 0000,7860  |
| 012,50      | Kahlerseifen                         | 271844-36  | links0 | 001,0960    | 0000,6920  |
| 011,30      | Bodenbacher Bach                     | 271844-4   | rechts | 003,2410    | 0003,0140  |
| 008,70      | Bach vom Schlittebusch               | 271844-512 | rechts | 001,0570    | 0000,5500  |
| 008,60      | Heierbuschbach (auch Hayerbuschbach) | 271844-514 | links0 | 000,5970    | 0000,2300  |
| 006,40      | Hollersseifen                        | 271844-52  | rechts | 001,7140    | 0001,1430  |
| 005,00      | Decktbach                            | 271844-54  | rechts | 000,8810    | 0000,2910  |
| 003,00      | Rottersbach (auch Wiesengraben)      | 271844-56  | links0 | 000,2530    | 0000,3410  |
| 002,80      | Senscheider Bach                     | 271844-6   | rechts | 002,5120    | 0001,6640  |
| 002,10      | Taufenseifen                         | 271844-8   | links0 | 000,8590    | 0000,8940  |
| 001,10      | Dürlefer Seifen                      | 271844-92  | links0 | 001,3170    | 0000,9750  |

Anmerkungen zur Tabelle
1. ↑  Gewässerkennzahl, in Deutschland die amtliche Fließgewässerkennziffer mit zur besseren Lesbarkeit eingefügtem Trenner hinter dem Präfix, das einheitlich für den allen gemeinsamen Vorfluter Nohner Bach steht.